# Amaurobius deelemanae
Espèce
Amaurobius deelemanae est une espèce d'araignées aranéomorphes de la famille des Amaurobiidae.

## Distribution
Cette espèce est endémique de Grèce. Elle se rencontre à Naxos, à Rhodes et en Crète.

## Description
Les mâles mesurent de 5,2 à 6,8 mm et les femelles de 6,0 à 9,6 mm.

## Étymologie
Cette espèce est nommée en l'honneur de Christa Laetitia Deeleman-Reinhold.

## Publication originale
- Thaler & Knoflach, 1995 : Über Vorkommen und Verbreitung von Amaurobius-Arten in Peloponnes und Ägäis (Araneida: Amaurobiidae). Revue suisse de Zoologie, vol. 102, p. 41-60 (texte intégral).